# 帕坦 (电影)
《寶萊塢之絕地特工》（英語：Pathaan，發音：[pəʈʰaːn]）是一部2023年印度印地语動作驚悚片，由雅什·拉吉影片公司制作，悉達·阿南德执导，斯里達·倫蓋恩編劇，沙·魯克·罕、荻皮卡·帕都恭、约翰·亚伯拉罕、蒂普·卡柏迪亞和阿舒托史·拉纳主演。本片為YRF間諜宇宙的第四部電影，講述流亡的RAW特務帕坦（Pathaan，罕飾演）與ISI特務魯賓娜·莫辛（Rubina Mohsin，帕都恭飾演）合作，扳倒計劃利用致命病毒襲擊印度的前RAW特務吉姆（Jim，亚伯拉罕飾演）。
電影2020年11月在孟買開始主要拍攝；也在印度、阿富汗、西班牙、阿聯酋、土耳其、俄羅斯、義大利和法國的多處地點拍攝。電影的歌曲由維沙爾—謝卡爾譜寫，桑吉特·巴爾哈拉和安吉特·巴爾哈拉負責配樂。製作預算預估23.5億盧比（2900萬美元），片商還額外花費1.5億盧比（190萬美元）用於印刷品和廣告。本片與常態相反，發行前的宣傳受到限制，沒有媒體互動或公共活動。《帕坦》2023年1月25日在印度上映，恰逢共和國日週末。影評界對本片的評價褒貶不一。
《帕坦》創下了印地語電影多項票房紀錄，包括印度印地語電影首映最高日票房、單日最高票房、週末最高首映票房和週最高首映票房紀錄。最終成為印度史上票房最高的印地語電影，並在所有主要海外市場創下記錄。本片在全球票房收入達105億盧比（1.3億美元），成為2023年印度票房第二高的電影（原為票房最高的電影，此紀錄直到被同年9月的《亂世勇者》打破）以及史上票房第三高的印地語電影，更是史上票房第六高的印度電影。

## 剧情
2019年，印度政府廢除了印度憲法第370條，賦予查謨和喀什米爾的特殊地位和自治權。這一消息影響了身患癌症的巴基斯坦陸軍將軍卡迪爾，他決定對印度進行報復，並找上了私人恐怖分子組織「X組織」的吉姆簽訂了一份合約。
一年後，印度研究分析室（RAW）特務帕坦與長官南迪尼·葛雷瓦少校成立了名為「聯合行動與秘密研究」（Joint Operations and Covert Research，JOCR）的單位，以招募因過去的創傷或受傷而被迫退休、但仍希望繼續為國家服務的前RAW特務及士兵。在RAW聯合長官蘇尼爾·盧特拉上校的接受下，帕坦和他的團隊前往杜拜，阻止X組織在一次科學會議上攻擊印度總統的可疑計劃。但X組織的實際目的卻是綁架兩名印度科學家——法魯基和薩哈尼博士，吉姆襲擊了科學家的車隊，帕坦試圖阻止他。隨後發生了一場戰鬥，但仍讓吉姆成功帶走了薩哈尼博士。
盧特拉透露，吉姆是前RAW特務，也是卡比爾的前搭檔，由於索馬利亞恐怖分子兼海盜綁架了他及其懷孕的妻子，並在2003年政府拒絕支付賠償金後殺害了她，軍隊找不到他的屍體，因此他因勇敢而被授予Vir Chakra勳章。倖存後的吉姆因國家沒有拯救其家人而假死，為了向國家報仇。
與此同時，帕坦得知了代號「拉克貝克」，也得知杜拜的X組織死者都是前特務，他們的錢是從西班牙的巴基斯坦醫生魯比娜·「魯巴伊」·莫辛的帳戶轉來。帕坦前往西班牙，被吉姆的手下抓獲，並得知魯巴伊是前巴基斯坦三軍情報局（ISI）特務。當吉姆搭直升機離開宅邸時，魯巴伊襲擊了吉姆的手下，並與帕坦一起逃脫。魯巴伊透露拉克貝克在莫斯科，他們得趕在吉姆之前偷到該物品。帕坦和魯巴伊合作了一場行動，成功從保險庫取得拉克貝克，但魯巴伊背叛了帕坦，並讓他被俄羅斯警方逮捕。據透露，吉姆利用魯巴伊讓帕坦為自己偷取拉克貝克。帕坦被俘虜、遭受酷刑，並被列車送進監獄，但被RAW委託的前特務猛虎搭救。帕坦自此躲藏起來追蹤吉姆。
2022年，帕坦前往非洲並抓獲了吉姆的心腹雷夫。他會見了南迪尼，透露了吉姆購買兩枚SS-20导弹的消息，而南迪尼則透露了魯巴伊在巴黎，疑似故意讓帕坦發現。帕坦與魯巴伊會面，對方透露拉克貝克是一種突變的天花病毒，是由被俘虜的薩哈尼博士在吉姆的命令下強行開發而出。她表示內疚，在不知道自己國家策劃如此令人髮指的襲擊的情況下背叛了帕坦。他們前往吉姆位於西伯利亞的實驗室，並設法回收了一顆含有病毒的球體，而吉姆則帶著另一顆球體逃脫。盧特拉和南迪尼到達吉姆的實驗室，將球體帶回印度開發疫苗。盧特拉還以忠誠可疑為由逮捕了魯巴伊。
在國家傳染病研究所（IICD），法魯基博士向南迪尼打開球體，但顯然沒有發現任何東西。已駭入研究所電腦的吉姆以視訊方式打來，表示球體已在設施中傳播了病毒。受感染的科學家和南迪尼在該設施中開槍自殺，以遏制病毒的傳播。後來，該設施在受控爆炸中被摧毀。吉姆發出最後通牒，要求印度士兵在24小時內撤離喀什米爾。帕坦審問雷夫飛彈的位置，得知飛彈位於阿富汗，並在之後私自救走魯巴伊。他們引誘吉姆的同夥落入陷阱並攻擊吉姆的基地；在此期間，卡迪爾在啟動含有病毒的飛彈後被魯巴伊殺死。帕坦背著噴射背包追趕穿戴同樣裝置的吉姆，兩人墜毀在一間小屋。
同時，魯巴伊停用了飛彈，卻發現拉克貝克不在飛彈中，而是在一架即將降落在德里的載客飛機上。魯巴伊通知帕坦，吉姆則透露自己身上的雷管足以阻止。盧特拉呼叫航空交通管制，阻止飛機降落在德里，並打算讓軍方發射導彈摧毀飛機，為了國家犧牲機上的人們。帕坦和吉姆展開激烈對決，導致整間小屋逐漸滑下懸崖。帕坦即使被吉姆刺傷，但仍偷走了雷管，及時關閉了拉克貝克。小屋的地基即將破裂時，帕姆將吉姆扔出了小屋，讓對方摔落懸崖下方而亡。事後，帕坦將吉姆的Vir Chakra勳章改授予已犧牲的南迪尼，盧特拉則讓帕坦重返RAW並成為JOCR的負責人。
在片尾彩蛋中，帕坦和猛虎在列車危機之後正考慮退休，並建議年輕的特務來替代他們，但最終決定繼續自己對抗威脅。

## 演員
- 沙·魯克·罕飾演帕坦（Pathaan）：流亡的RAW特務，「聯合行動與秘密研究」（Joint Operations and Covert Research，JOCR）的成立者兼團隊領袖。
- 荻皮卡·帕都恭飾演魯賓娜·「魯巴伊」·莫辛醫生（Dr. Rubina "Rubai" Mohsin）：巴基斯坦醫生，實為臥底於吉姆身旁的ISI特務，後與帕坦合作。
  - 葛莉絲·吉德德哈（Grace Girdhar）飾演年幼的魯巴伊
- 约翰·亚伯拉罕飾演吉姆（Jim）：「X組織」（Outfit X）的領導者，前RAW特務。
- 蒂普·卡柏迪亞飾演南迪尼·葛雷瓦博士（Dr. Nandini Grewal）：JOCR的負責人，帕坦團隊的長官。
- 阿舒托史·拉纳（英语：Ashutosh Rana）飾演蘇尼爾·盧特拉上校（英语：Colonel (India)）：RAW長官，南迪尼的上級。
- 普拉卡什·貝拉瓦迪（英语：Prakash Belawadi）飾演薩哈尼博士（Dr. Sahani）：印度科學家，被吉姆挾持。
- 普雷姆·詹賈尼（Prem Jhangiani）飾演法魯基博士（Dr. Farooqui）：印度科學家。
- 夏吉·喬達里（英语：Shaji Choudhary）飾演拉札（Raza）：JOCR成員。
- 愛兒塔·考爾（英语：Ekta Kaul）飾演希韋塔·巴賈吉（Shweta Bajaj）：駭客兼JOCR成員，來自印度理工學院馬德拉斯分校（英语：IIT Madras）。
- 迪甘塔·哈扎里卡（英语：Diganta Hazarika）飾演約瑟夫·馬修斯（Joseph Mathews）：狙擊手兼JOCR成員。
- 維拉夫·帕特爾（英语：Viraf Patel）飾演里希·艾利亞（Rishi Arya）：情報分析師兼JOCR成員，來自國防學院。
- 阿卡什·巴蒂賈（Aakash Bhatija）飾演阿莫爾（Amol）：JOCR成員。
- 拉傑特·考爾（Rajat Kaul）飾演雷夫（Raafe）：吉姆的追隨者，前GID（英语：General Intelligence Directorate (Jordan)）特務。
- 曼尼殊·瓦德瓦（英语：Manish Wadhwa）飾演卡迪爾將軍（英语：General (Pakistan)）：得癌的巴基斯坦將軍，與吉姆合作。
- 凱斯·塞奎拉（英语：Keith Sequeira）飾演梅赫拉上尉（Captain Mehra）：飛行員。
- 妮哈特·罕（英语：Nikhat Khan）飾演薩巴（Sabba）：帕坦的養母。
- 瑞秋·穆林斯（英语：Rachel Ann Mullins）飾演飾演愛麗絲（Alice）：俄羅斯間諜。
- 沙曼·罕飾演猛虎：客串。前RAW特務，營救被列車送往監獄的帕坦。

## 制作
本片的主体拍摄于2020年11月17日在孟买开始。在印度、阿富汗、西班牙、阿联酋、土耳其、俄罗斯、意大利和法国的多个地点取景拍摄，全程历时两年。

## 票房
本片首映日票房高达1300万美元，打破了印地语电影首映日票房纪录。上映4天，印度国内票房达20亿卢比（2500万美元）；上映7天，印度国内票房达30亿卢比（3800万美元）。
截至2023年2月7日，全球票房破1亿美元，其中印度本土票房6420万美元，海外票房3940万美元，成为未在中国上映的印地语电影里最高票房。

## 備註
1. ↑  院線版的片長均為146分鐘[1]，但在Amazon Prime Video上，電影以加長2分鐘的版本（148分鐘）上線[2]。